# ドラえもんのひみつ道具 (くな-くん)
ドラえもんのひみつ道具 (くな-くん) では、藤子・F・不二雄の漫画『ドラえもん』、『大長編ドラえもん』(VOL.1〜17)、藤子・F・不二雄のその他の著作に登場するひみつ道具のうち、読みが「くな」で始まるものから「くん」で始まるものまでを列挙する。

## 組み立て円盤セット
組み立て円盤セット（くみたてえんばんセット）は、「ニセ宇宙人」（てんとう虫コミックス10巻に収録）に登場する。
未来の世界の幼稚園児たちの遊び道具で、プラモデルのような組み立て式の空飛ぶ円盤。人が乗れるほどのサイズで、実際に乗って操縦し、空を飛ぶことができる。
のび太とドラえもんがスネ夫とジャイアンにラジコン宇宙人と合わせて使用し、「日本の首相に会いたい」と言う要求にだまされたスネ夫が慌てて鈴木首相（初期の版では三木首相）に電話をかけていた(何故かスネ夫は電話番号は知っていたが、総理大臣が総理大臣公邸に住んでいることは知らなかった。ちなみに三木首相は公邸に住み、鈴木首相は私邸に住んでいた。）。テレビアニメ第2作第2期ではスネ夫が「総理大臣は国会議事堂にいるかもしれない」と考え、国会に電話を掛けたり、国会に行って守衛に総理大臣の住所を聞き出そうとした。
なお、原作ではスネ夫とジャイアンが先生に怒られるオチだったが、アニメでは本物の宇宙人が現れるオチとなった（この時のび太たちは終始ドラえもんの道具だと勘違いしていた）。

## 雲かためガス
雲かためガス（くもかためガス）は、「未来世界の怪人」（てんとう虫コミックス4巻に収録）、「長い長いお正月」（同23巻に収録）、「ひるねは天国で」（同34巻に収録）、「ジャック豆」（てんとう虫コミックススペシャル『ドラえもん カラー作品集』1巻に収録）、『ドラえもん のび太と雲の王国』の5作品に登場する。『ドラえもん のび太と雲の王国』の映画版では「雲がためガス」とも呼んでいる。
雲に特殊なガスを吹き付けることで、雲を固めて人などが乗れるようにする道具。本来は雲を人が乗れるように固めることなど出来ず、のび太もそう尋ねたが、ドラえもんに言わすとこれを説明するには日が暮れるまでかかるという（『のび太と雲の王国』より）。
雲かためガス・ワンプッシュタイプ
テレビアニメ第2作第1期「ジャック豆」（2001年6月1日放送）に登場する新型。これまでは雲全体にまんべんなく噴射する必要があったが、これは雲の一点に噴射するだけで雲全体を固めることができる。

## 雲コントローラー
雲コントローラー（くもコントローラー）は、「雲ざいくで遊ぼう」（てんとう虫コミックス16巻に収録）に登場する。
オーブントースターの様な外観。作動させると底から蒸気が出てきて内部に漂い、空の雲とまったく同じ形の小さな雲になる。これを動かしたり、ピンセットやヘラ（雲ベラ）で形を変えることで、空の雲を動かしたり形を変えたりできる。
長時間スイッチを入れっ放しにして置くと機械が焼けて煙が出て、空もその煙で覆われてしまう。

## 雲スキーと雲ぐつ
雲スキーと雲ぐつ（くもスキーとくもぐつ）は、「雲スキーと雲ぐつ」（ぴっかぴかコミックススペシャル『カラー版ドラえもん』に収録）に登場する。
外観は普通のスキー板とスキーシューズ。これを履くと雲の上に乗れ、雲の上でスキーを楽しむことができる。
「長い長いお正月」（てんとう虫コミックス23巻に収録）でも雲スキーをしているが、そちらは「雲かためガス」を使った雲の上なので、普通のスキー用具の可能性がある。

## 雲とりバケツ
雲とりバケツ（くもとりバケツ）は、「お天気ボックス」（てんとう虫コミックス10巻に収録）に登場する。
一般の家庭で使われるゴミバケツの形をしている。この道具を使うと空に浮いている雲を回収できる。逆に回収した雲を取り出す事も出来る。回収する雲の種類は何でも良い。ただし回収できる雲の量には上限がある。また、家の中で雨雲が入ったバケツを引っくり返すなどしてしまうと、家中で雨が降り出してしまう欠点がある。

## 雲ねんど
雲ねんど（くもねんど）は、「雲ねんど」（てんとう虫コミックススペシャル『ドラえもん カラー作品集』5巻に収録）に登場する。
容器の中に大量の雲が入っており、これを粘土細工のようにこねて好きな形を作ることができる。雲なので空に浮かべることができ、専用のねじを巻いて動かしたり、人が乗ったりすることもできる。
白い雲に加えて雨雲もあり、これで粘土細工を作って空に浮かべると、雨が降る。
てんとう虫コミックス6巻収録「ドラえもん百科 すばらしい道具のいろいろ」では、名称を「雲のねんど」としている。

## 雲の池
雲の池（くものいけ）は、「こいのぼり」（てんとう虫コミックス6巻に収録）に登場する。
「こいのぼりそうじゅうき」で操ったこいのぼりを飼うための道具。壷のような道具（テレビアニメ第2作第1期「こいのぼり」（1979年5月5日放送）では「雲製造機」と呼んでいる）から室内に雲を吐き出し、部屋全体を雲で満たすことで、こいのぼりが部屋を泳ぎ回るようになる。

## クモノイトン
クモノイトンは、「クモノイトン」（てんとう虫コミックススペシャル『ドラえもん カラー作品集』6巻に収録）に登場する。
クモのように糸を出す道具。尻につけ、力を込めると糸が出て、風に乗ってどんどん伸び、家や木などに貼り付けて足場を作ることができる。この上を綱渡りのように渡ると絶対に落ちることはなく、また糸が切れることもない。糸を空中に何本も出してクモの巣を作れば、その上を空中にできた土地のように自由に歩き回ることもできる。
アニメ第2作第2期版（2017年11月3日放送・2020年4月18日放送）では、糸を繭状に編んで精巧な細工物（遊具、乗り物や動物の模型など）を作り、動かすこともできる（ものを動かす装置を付けている可能性もある）。

## 雲の国王冠
雲の国王冠（くものくにおうかん）は、『ドラえもん のび太と雲の王国』に登場する。
王冠と飛行スカーフがセットになっている。これを被った者の命令には逆らえないが、効果は王国内でのみ。

## 雲ボート
雲ボート（くもボート）は、「げんきえさ」（てんとう虫コミックススペシャル『ドラえもん カラー作品集』6巻に収録）に登場する。
雲の上に浮かべ、人が乗ることもできるボート。色合いも雲に似たものとなっている。

## 雲もどしガス
雲もどしガス（くももどしガス）は、『ドラえもん のび太と雲の王国』に登場する。
「雲かためガス」で固めた雲を元の水蒸気に戻すガス。作品内では非常用にタンクにガスを貯めておいたが、このガスを雲目掛けて撃ち出す「雲もどしガス砲」もある。

## 雲やきなべ
雲やきなべ（くもやきなべ）は、「雲やきなべ」（てんとう虫コミックススペシャル『ドラえもん カラー作品集』6巻に収録）に登場する。
家庭用鯛焼き器のような道具で、水を入れてしばらくおくと、2メートルほどの小さな雲ができあがる。雲は空に浮かび、その上に人が乗ることもできる。中に乾電池を入れれば雷雲になって雷を放つことも、蛇口を取り付ければ雨雲になって雨を降らせることもできる。

## 雲よせ機
雲よせ機（くもよせき）は、「雲の中のプール」（てんとう虫コミックス14巻に収録）、『ドラえもん のび太と雲の王国』に登場する。
空中で雲を吸い寄せることのできる電気掃除機のような道具。「うき水ガス」や「雲かためガス」を使う際、周囲の雲を集めて大きな雲を作るために用いる。
道具の名称は『ドラえもん のび太と雲の王国』が初出。

## 雲ローラー
雲ローラー（くもローラー）は、『ドラえもん のび太と雲の王国』に登場する。
雲かためガスで固めた雲の表面を平らにならすためのロードローラー。

## 暗くなる電球
暗くなる電球（くらくなるでんきゅう）は、「夜を売ります」（てんとう虫コミックス10巻収録）に登場する。
いろいろ役に立つ道具が入っているドラえもんのポケットの中で、今ひとつ使い道がないといってドラえもんが出したのがこの道具。見た目はただの電球だが、つけると暗くなる。この電球を組み込んだ懐中電灯も存在する。普通の電球と同様、ワット数によって暗さが異なり、薄暗闇から一寸先も見えない漆黒の闇まで調節が可能。実際は役立たないどころか白昼での仮眠、映写機の使用、徹夜勉強の演出、公園でのムード演出など様々な用途で活躍した。また、危うく強盗に悪用されそうにもなった。
なお、このエピソードの雑誌連載時はサブタイトルが「電球クラクナール」であり、この電球の正式名称が「クラクナール」の可能性もあったが、実際には作中では電球の名前は呼ばれず、コミックス収録時には前述の通りサブタイトルも改題されてしまった。
「みえないボディガード」（てんとう虫コミックス41巻収録）にも同様の道具と思われるものが懐中電灯に付けた形で使われている。
「ドラえもん　のび太のワンニャン時空伝」でも登場。懐中電灯に装着されており、敵の撹乱に一役買った。
同様の道具に消光電球がある。

## クリーナー
クリーナーは、「雪ふらし」（ぴっかぴかコミックス16巻に収録）に登場する。
ゆきふらしという道具で降らせた、溶けない人工雪を吸い込むための掃除機。

## クリーナーロケット
クリーナーロケットは、「強いペットがほしい」（てんとう虫コミックス『ドラえもんプラス』1巻に収録）に登場する。
掃除機のような形をしたロケット。掃除したい場所に解き放つと、全自動で徹底的に掃除をして綺麗にする。

## クリスマスツリーの種
クリスマスツリーの種（クリスマスツリーのたね）は、「クリスマスツリーの種」（てんとう虫コミックススペシャル『ドラえもん カラー作品集』5巻に収録）に登場する。
この種を土に蒔くと、1日も経たずに発芽し、5メートルほどの巨大なクリスマスツリーができあがる。玩具などのプレゼントもたくさんぶら下がっている。
似た道具に「インスタントツリー」があるが、「クリスマスツリーの種」の方が遥かに大きく、そのためか成長にも時間がかかるようである。
てんとう虫コミックスでは、6巻収録「ドラえもん百科 すばらしい道具のいろいろ」で紹介している。

## グルメテーブルかけ
グルメテーブルかけは、「グルメテーブルかけ」（てんとう虫コミックス『ドラえもんプラス』1巻に収録）、「かべ景色きりかえ機」（てんとう虫コミックス31巻に収録）、「ぼくミニドラえもん」（同41巻に収録）、「四次元くずかご」（同45巻に収録）、「何が何でもお花見を」（同45巻に収録）、ほか大長編に登場する。
このテーブルかけを広げ、食べたい料理（ジュース等の飲み物でも可）をリクエストすると出してくれる。料理は（自称）食通のスネ夫が舌を巻くほどの絶品で、ドラえもん曰く「出ない料理はないんだ」とのこと。それだけでなく「どらやきどんぶり」等といった、現実には存在しない献立でも出すことが可能であり、更には人間以外の動物の餌を出すことも出来る。また、出したものの代金を後から請求される道具（「キャラクター商品注文機」、「万能テント」に搭載された「出前スタンド」など）とは異なり、こちらは代金などを請求される描写はない。ただし故障している場合は、食中毒を起こしかねないほどの嫌な匂いで変な味の料理が出てくる（テレビアニメ第2作第1期「四次元くずかご」〈1986年4月18日放送〉およびテレビアニメ第2作第2期「四次元くずかご」〈2017年5月12日放送〉では、出した料理は外観と味がちぐはぐになる―料理AとBを出すと、AはBの味でBはAの味になる―という演出に差し替えられている）。
テレビアニメ第2作第2期では、リクエスト内容が曖昧だったり、リクエストをしていない状況だったとしても、その場に適した料理を自動的に出現させる事が出来るとされている。「何が何でもお花見を」（2013年4月12日放送）では、ドラえもんが「お花見のごちそう」とリクエストしたところ、寿司やホットドッグ、唐揚げやエビフライ、ジュースなど花見に相応しい食べ物が現れている。また「サクラいっぱい大作戦」（2021年4月3日放送）では、ドラえもん達が何もリクエストを出していないにもかかわらず、その場の状況（花見）に相応しい食べ物を自動的に出現させている。
大長編に多数登場し重宝されている道具。「テーブルかけ」ではあるが地面に敷いて使用する例が多い。
『ドラえもん のび太のドラビアンナイト』では、四次元ポケットを奪ったカシムたちが「食べ物が欲しい」と考えて出したが、使い方がわからずテーブルかけ自体をかじり、当然それでは腹の足しにならなかった。
類似品に北風のくれたテーブルかけ（『ドラえもん のび太の魔界大冒険』において美夜子が使用）がある。
将棋棋士の藤井聡太は、「一番使ってみたいドラえもんのひみつ道具は?」という質問に、この道具を答えている
。
B級グルメテーブルかけ
映画『ドラえもん のび太のひみつ道具博物館』に登場する。ゲストキャラクター・クルトが発明したひみつ道具の1つで、B級グルメが出てくるグルメテーブルかけで、B級グルメを言わないとその料理が材料のまま出て来てしまう(例えば、サーロインステーキと言うと、牛1頭が出て来てしまう)。

## グルメン
グルメンは、『ドラえもん のび太の日本誕生』に登場する。
「万能ペットフード」と銘打っており、どんな動物でも食べられる22世紀のペットフード。成長促進効果もあり、食べれば食べるほど成長する。
『大長編映画ドラえもんクイズ全百科（だいちょうへんドラえもんクイズオールひゃっか）』（1993年3月発行）を始めとするひみつ道具の事典では、ペットフードと銘打っているが人間の食事としても用いることができる上、食者の好物の味に変化する旨を記載している（実際、パッケージ上にはゾウ・キリン・ライオン・サル・イヌ・ネコなどと共に、人間のようなイラストが記載されている）。

## クルリン
クルリンは、「クルリン自動車」（ぴっかぴかコミックス2巻に収録）に登場する。
外観はタイヤのようだが、車軸自体にモーターが付いているので、大きな箱などに4つ取り付ければ自動車ができあがる。人が乗れば、運転しなくても頭で考えた通りに自由自在に走らせることができる。プロペラを付けて飛行機のエンジンにすることも可能。

## グレードアップえき
グレードアップえきは、「おれさまをグレードアップ」（てんとう虫コミックス44巻に収録）に登場する。
この液をかけると、どんなものでも1時間だけ性能をグレードアップできる。機械にかけて性能をよくしたり、人間の頭にかけて知力を高めたり、体にかけて（かけた部位のみ）体力を増強したり、漫画にかけて内容を面白くしたりと、さまざまな用途に使用できる。テレビアニメ2期では漢字表記の「グレードアップ液」と呼ばれている。のび太は最後にジャイアンの頼みで彼の体中にかけようとするが尻にかけた所で液が底をつき、結果ジャイアンは放屁の勢いでロケットのように宇宙へ飛んでいってしまい、悲鳴を上げるオチとなっていた。
グレードアップ解除液（グレードアップかいじょえき）
テレビアニメ第2作第2期「のび太の遠足サバイバル」（2010年4月23日放送）に登場する。これをかけると、1時間待たなくても効果を取り消すことができる。

## くろうみそ
くろうみそは、「くろうみそ」（てんとう虫コミックス8巻に収録）に登場する。
この道具は壷に入っている特別な味噌。美味ではあるがこの味噌をしゃもじですくって舐めると何を行うにも苦労が付きまとい、舐めれば舐めるほど苦労が大きくなる。稀に食した量と比較して割に合わない苦労が付きまとうこともある。作中ではのび太が味噌を少量だけ食べた際、おやつを食べるだけでも町外れの薬屋まで石鹸を買いに行ったり、のび助の知人・太田（家は野比家から約1km）からゴルフバッグを取りに行ったり、向かい風による砂埃を浴びるほどの苦労を味わった。その後、のび助が味噌を大量に食べた際、煙草に火を点けるだけでも苦労し、木と木を擦り合わせて火を起こす羽目になった。テレビアニメ第2作第1期「くろうみそばなし」では煙草を購入するに変更されており、タバコ屋が休みであったり、自販機の商品が売り切れになったり、バスや電車で知らない町に着いてしまったり、駅の売店で購入するも、自分の傘を間違えて持って行ってしまった男性を追いかけているうちに特急列車に乗ってしまったところで話が終わっている。テレビアニメ第2作第2期ではこのエピソード以降、煙草に関する話が登場しなくなった。
類似道具には「アドベン茶」　、くろうみそあめがある。

## グローブ銃
グローブ銃（グローブじゅう）は、「友情カプセル」（てんとう虫コミックス4巻に収録）に登場する。
引き金を引くとばねのついた拳が飛び出し、銃口の正面にいる者を殴り飛ばす、文字通りの拳銃。
なお、この道具の名称は原作中には出てこないが、藤子不二雄ランド「ドラえもん」9巻における巻末特集『ドラえもん百科』において「パンチ銃」と紹介している。テレビアニメ第2作第1期「ドラえもんはスネ夫のモノ!?」（2005年2月25日放送）では「パンチングピストル」、テレビアニメ第2作第2期「ぼく、骨川ドラえもん」（2010年7月2日放送）では「グローブ銃」としている。

## クローン培養基
クローン培養基（クローンばいようき）は、「ジャイアンよい子だねんねしな」（てんとう虫コミックス27巻に収録）に登場する。
ドラえもんが本来持っていた道具ではなく、未来の二十二世紀デパートから誤って配達されてきたもの。クローン培養によって実在の人間と全く同じコピーを作り出す機械。人間の髪の毛などの体の一部を入れて作動させると、まもなく直径1メートルほどの卵が出てきて、コピー元の人間と寸分違わない人間が孵化する。風貌や体格、年齢はコピー元の人間と同様であるものの、知能や運動神経は赤ん坊同然のため、育成や教育の必要がある。しかし成長速度は並みの赤ん坊よりはるかに早く、わずか1日で小学生並みにまでなる。
ドラえもん曰く、未来世界においてはこの機械で確かにコピー人間を作ることができるが、同じ人間が2人もいれば何かとトラブルの元になる上、コピーを作った者は子を持つ親同様に教育や育成の義務が生じるため、コピー人間を作る者は滅多にいないという。そのためか「とりけしスイッチ」が設けられており、これを押すとコピー人間は、作成元の髪の毛などの状態にまで戻る。
作中ではのび太がジャイアンとスネ夫のクローンを作り出した。育成や教育の必要があるのにもかかわらず、計算問題を即答えたり、跳び箱を一回で成功しており、クローンの性格がジャイアンとスネ夫と同じ意地悪で乱暴な性格になっていた。

## クローンリキッドごくう
クローンリキッドごくうは、「クローンリキッドごくう」（てんとう虫コミックス37巻に収録）に登場する。
この薬剤を髪にふりかけ、髪の毛を何本か抜いて息を吹きかけると、『西遊記』に登場する孫悟空の術のように、髪の1本1本が小さな分身となる。効果は30分。髪の毛をたくさん使えば味方がたくさんできるが、分身は本人そっくりの性格のため、数が多いからといって必ずしも力強い味方というわけではなく、また、ジャイアンのような乱暴な性格の人間が使用した場合、乱暴な性格の分身が出来上がって、本人の言うことを聞かなくなる。ジャイアンはこれを使ったものの、うまく扱えなかったほか、苦手なものも当然ながら本人と同じだったことが仇になっている。
テレビアニメ第2作第1期「謎の四次元カバン」（2002年3月30日放送。てんとう虫コミックス4巻収録「未来世界の怪人」のアニメ化作品）ではドラえもんも使用し、無数の分身を出現させているが、髪の毛のないはずのドラえもんがどうやってリキッドを使用したかは、作中では描かれていない。但し、公式外伝作品の『ぼくミニドラえもん』ではミニドラが自分の髭を抜いてこれを使った描写が存在している。

## クロス・スイッチ
クロス・スイッチは、「あの道この道楽な道」（てんとう虫コミックス33巻に収録）に登場する。
2人の間でスイッチを押すと、2人のこれからたどる生活が入れ替わる（使用者以外の人物の記憶も書き換えられる）。その間、入れ替わった本人たちは違和感を覚えることもあるが、周囲の人間も自然に反応するので、あまり気にすることはない。もう一度スイッチを押すと元に戻る。

## クロマキーセット
クロマキーセットは、「クロマキーでノビちゃんマン」（てんとう虫コミックス30巻に収録）に登場する。
特撮などで映像の合成に使用されるクロマキー合成の未来版。使用手順は以下の通り。
1. 背景にしたい場所に「スパイ衛星」を解き放つと、周囲を旋回飛行して景色を撮影する。
2. 青いシート「ブルーバック」を壁面に広げ、その背景に合成したい人物をブルーバックの前に立たせる。
3. カメラでブルーバックと人物を撮影し、 ミキサーのスイッチを入れる。
4. カメラで捉えた映像の内、ブルーバック以外の物が、スパイ衛星の捉えた映像と合成され、背景の景色に人物がいるかのように「モニターテレビ」に表示される。 ミキサーを操作して人物の大きさを変えることも可能。
5. 上記までは普通のクロマキーだが、ドラえもんのものは未来版だけあり、ブルーバック上の人物がスパイ衛星から立体映像として投影され、声も伝達される。たとえば空を背景として、そこに人が飛んでいる姿を合成させれば、実際の空にもその人が飛んでいる姿が映し出される。画面上の人物の大きさを変えれば、実際の景色に映った人物もそれに合わせ変わる。

アニメ第2作第2期では緑色のシート「グリーンバック」もセットされている（ブルーバックではドラえもんの青い部分が透明になってしまうため）。また人物の投影をコピーして数が増えたように見せたり、衛星周辺の景色を別のものに変えたりする機能もある。